# Friedrich Alfred Krupp
Friedrich Alfred Krupp (Essen, 17 de febrer de 1854 - Essen, 22 de novembre de 1902) va ser un empresari industrial alemany.

## Biografia
Friedrich Alfred Krupp va consolidar i va ampliar la fàbrica d'acers heretada del seu pare Alfred Krupp i avi Friedrich Krupp, la direcció de la qual va prendre el 1887. La fàbrica, que va ser ampliada amb una nova forja a Rheinhausen, produïa principalment armament. El nombre de treballadors, per a qui va introduir un nombre considerable de mesures socials, es va duplicar sota la seva direcció fins a gairebé els 45.000. El seu compromís social era revolucionari per a l'època, per exemple, va ser l'artífex de l'assentament d'Altenhof a prop d'Essen. Els antics empleats podien habitar les elegants cases de l'assentament de franc. La intenció era que s'allunyessin de la grisa monotonia diària que representava en l'època el treball en la indústria.
Friedrich Alfred Krupp estava casat amb Margarethe von Ende, baronessa d'Ende, amb qui va tenir dues filles, Bertha i Barbara, casada amb Tilo Freiherr von Wilmowsky.

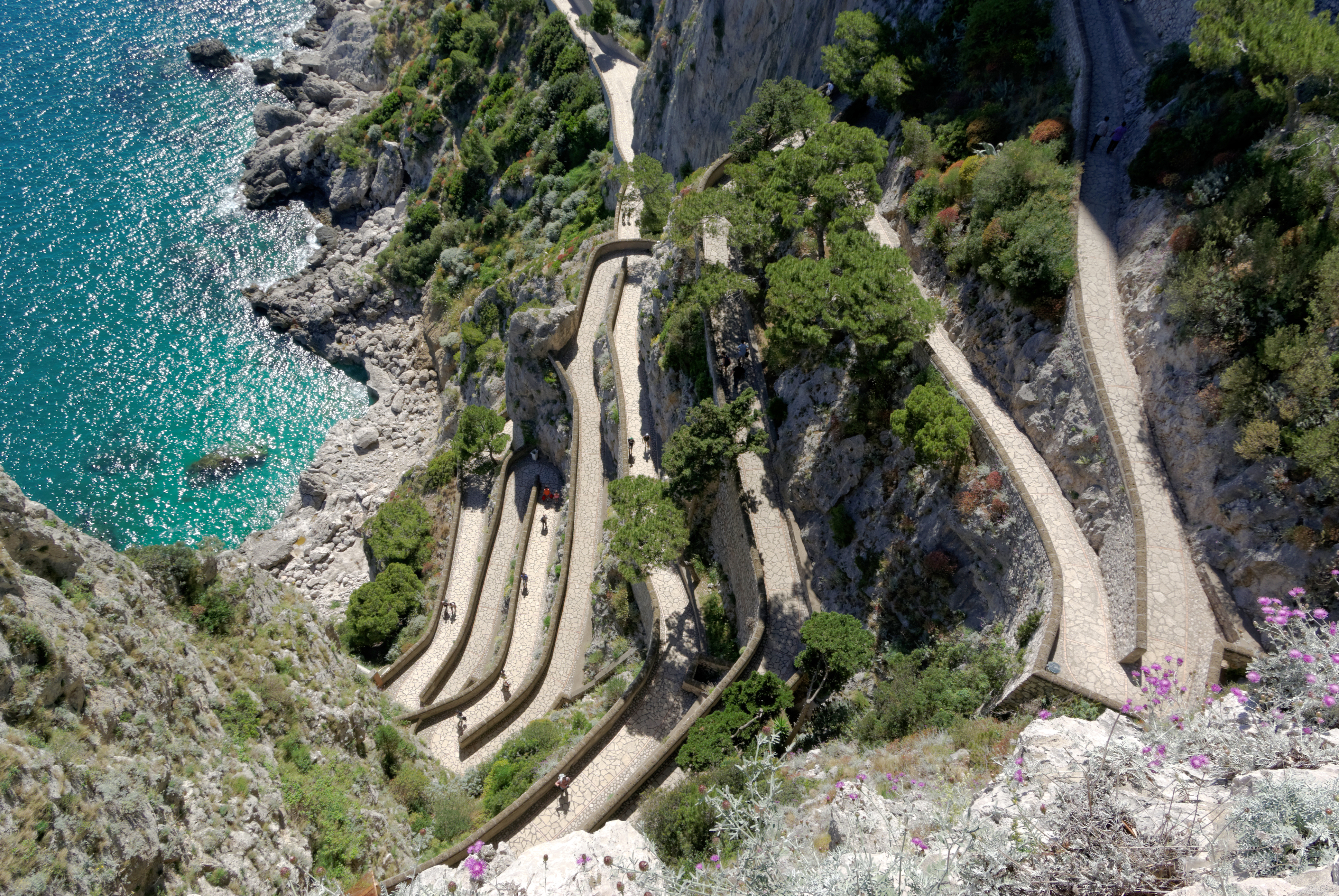
"Via Krupp" a Capri.

Krupp era un entusiasta de l'illa de Capri, on hi passava sovint els mesos d'hivern. A Capri va fer construir un camí serpentejant als penya-segats per arribar més ràpidament des del seu hotel preferit, l'hotel Quisisana, fins a la Marina Piccola, on solia esperar el seu vaixell científic preparat per a l'estudi de la biologia marina. En honor de Friedrich Alfred Krupp, el camí es diu actualment «Via Krupp» i és una atracció turística, malgrat que ha estat tancat durant algun temps per perill de despreniments. El 28 de juny de 2008 es va tornar a obrir el camí del públic després d'una llarga restauració. L'estudi de la biologia marina era el seu principal passatemps a Capri, on va travar contacte amb altres estudiosos com Felix Anton Dohrn i Ignazio Cerio.
A la Marina Piccola també s'hi havia condicionat una cova per a reunions socials i «diverses festivitats». Existeix una polèmica sobre si hi va haver orgies amb menors o si aquestes acusacions van ser part d'un intent d'extorsió d'un periodista. Krupp es va assabentar de les acusacions el juliol de 1902 a través d'alguns diaris italians; el 15 de novembre de 1902 el diari socialdemòcrata Vorwärts el descriu com a homosexual. Poc després, el 22 de novembre va morir a la Vila Hügel a Essen. Oficialment es va parlar d'una apoplexia com a causa de la mort, però una part de la premsa va parlar de suïcidi. Al seu testament va ordenar la transformació de la companyia en una societat anònima, les accions de la qual serien per a la seva filla gran Bertha.